# Castanopsis rockii
Castanopsis rockii är en bokväxtart som beskrevs av Aimée Antoinette Camus. Castanopsis rockii ingår i släktet Castanopsis och familjen bokväxter. Inga underarter finns listade.